# ستيف غوردون (لاعب دوري الرغبي)
ستيف غوردون (بالإنجليزية: Steve Gordon)‏ هو لاعب دوري الرغبي أسترالي، ولد في 17 سبتمبر 1986 في دوبو في أستراليا.